# فيكه كابتاين
فيكه هندريكيه ماريا كابتاين (من مواليد 29 أغسطس 2005) هي لاعبة كرة قدم هولندية محترفة تلعب في مركز لاعبة خط وسط مع نادي تشيلسي للسيدات لكرة القدم ومنتخب هولندا لكرة القدم للسيدات.

## مسيرة النادي
بدأت كابتين لعب كرة القدم في نادي أخيل 2012. وفي سن الخامسة عشرة، حصلت على عقد احترافي مع نادي تفينتي أنسخيده.  اختتمت موسمها الأول بلقب الدوري، وشاركت أيضًا في تصفيات دوري أبطال أوروبا للسيدات 2021/22، وسجلت الهدف في المباراة الافتتاحية ضد نادي نايكي تبليسي لتصبح النتيجة 9-0.  ومع ذلك، خسر تفينتي أمام بنفيكا في نهائي مسار الأبطال. وبعد عام، كان بنفيكا المحطة الأخيرة في طريقه إلى دور المجموعات.
في مارس 2023، تم التصويت لكابتن كواحد من أفضل تسعة مواهب في العالم.

## مسيرتها الدولية
لعبت كابتن بعض المباريات مع منتخبات الناشئين الهولندية تحت 15 عامًا. مع منتخب تحت 17 عامًا، شاركت في الجولتين الأولى والثانية من تصفيات بطولة أوروبا تحت 17 عامًا 2022، والتي اكتملت بنجاح في أبريل 2022، حيث كانت قائدة في الجولة الثانية. لكنها لم تكن ضمن تشكيلة المنتخب في نهائيات مايو 2022، لأنها كانت مطلوبة في نهاية موسم الدوري. مع منتخب هولندا لكرة القدم للسيدات تحت 19 عامًا، تأهلت في أكتوبر 2022 إلى الدور الثاني من التصفيات المؤهلة لبطولة أوروبا تحت 19 عامًا 2023. لم تُشارك في الدور الثاني في أبريل 2023، حيث رُشِّحت لمباريات المنتخب الوطني الأول التي أقيمت في نفس الوقت.
في 11 أبريل 2023، خاضت أول مباراة دولية مع المنتخب الأول. شاركت كبديلة في الدقيقة 81 بدلاً من ليكه مارتنز في المباراة الودية التي فاز فيها المنتخب البولندي لكرة القدم للسيدات بنتيجة 4-1 على بولندا.
في 30 يونيو 2023، تم ترشيحها لنهائيات كأس العالم للسيدات 2023. كانت أصغر لاعبة في تاريخ كأس العالم تشارك مع المنتخب الهولندي.

## إحصائيات

### مع النادي
آخر تحديث 18 مايو 2025.
| النادي         | الموسم   | الدوري                  | الدوري | الدوري  | الكأس الوطنية | الكأس الوطنية | كأس الدوري | كأس الدوري | أوروبا | أوروبا  | أخرى  | أخرى    | الإجمالي | الإجمالي |
| النادي         | الموسم   | التقسيم                 | اللعب  | الأهداف | اللعب         | الأهداف       | اللعب      | الأهداف    | اللعب  | الأهداف | اللعب | الأهداف | اللعب    | الأهداف  |
| -------------- | -------- | ----------------------- | ------ | ------- | ------------- | ------------- | ---------- | ---------- | ------ | ------- | ----- | ------- | -------- | -------- |
| تفينتي         | 2021–22  | الدوري الهولندي للسيدات | 20     | 0       | 2             | 0             | 3          | 0          | 4      | 1       | —     | —       | 29       | 1        |
| تفينتي         | 2022–23  | الدوري الهولندي للسيدات | 20     | 3       | 4             | 0             | 3          | 0          | 2      | 0       | 1     | 0       | 30       | 3        |
| تفينتي (إعارة) | 2023–24  | الدوري الهولندي للسيدات | 22     | 3       | 2             | 0             | 1          | 0          | 4      | 0       | 1     | 1       | 30       | 4        |
| تفينتي (إعارة) | المجموع  | المجموع                 | 62     | 6       | 8             | 0             | 7          | 0          | 10     | 1       | 2     | 1       | 89       | 8        |
| تشيلسي         | 2024–25  | دوري السوبر للسيدات     | 16     | 2       | 4             | 0             | 3          | 0          | 10     | 2       | —     | —       | 33       | 4        |
| الإجمالي       | الإجمالي | الإجمالي                | 78     | 8       | 12            | 0             | 10         | 0          | 20     | 3       | 2     | 1       | 122      | 12       |

1. ↑  يشمل كأس هولندا للسيدات، كأس الاتحاد الإنجليزي للسيدات
2. ↑  يشمل كأس الدوري الهولندي، كأس الدوري الإنجليزي للسيدات
3. 1 2  الظهور(ات) في كأس السوبر الهولندي للسيدات

### المشاركة الدولية
آخر تحديث 26 يونيو 2025.
| المنتخب الوطني                  | السنة   | اللعب | الأهداف |
| ------------------------------- | ------- | ----- | ------- |
| منتخب هولندا لكرة القدم للسيدات | 2023    | 5     | 0       |
| منتخب هولندا لكرة القدم للسيدات | 2024    | 9     | 1       |
| منتخب هولندا لكرة القدم للسيدات | 2025    | 7     | 1       |
| المجموع                         | المجموع | 21    | 2       |

| رقم | التاريخ        | المكان                                  | الخصم  | تسجيل | النتيجة | المسابقة                          |
| --- | -------------- | --------------------------------------- | ------ | ----- | ------- | --------------------------------- |
| 1   | 29 نوفمبر 2024 | ملعب سبارتا هيت كاستيل، روتردام، هولندا | الصين  | 1–1   | 4–1     | ودية                              |
| 2   | 8 أبريل 2025   | ملعب شنابيلهولز، ألتاخ، النمسا          | النمسا | 1–1   | 3–1     | دوري الأمم الأوروبية للسيدات 2025 |

## الإنجازات
نادي توينتي
- الدوري الهولندي الممتاز: 2021-2022،[10] 2023-24[11]
- كأس هولندا للسيدات: 2022-23[12]
- كأس الدوري الهولندي الممتاز: 2021-22،[13] 2022–23,[14] 2023–24[15]
- كأس السوبر الهولندي للسيدات: 2022،[16] 2023[17]

نادي تشيلسي
- دوري السوبر للسيدات: 2024-25[18]
- كأس الاتحاد الإنجليزي للسيدات: 2024-25[19]
- كأس الدوري الإنجليزي للسيدات: 2024-25[20]

جوائز الفردية
- موهبة العام في الدوري الهولندي الممتاز: 2021-22[21]